# Varadamudra

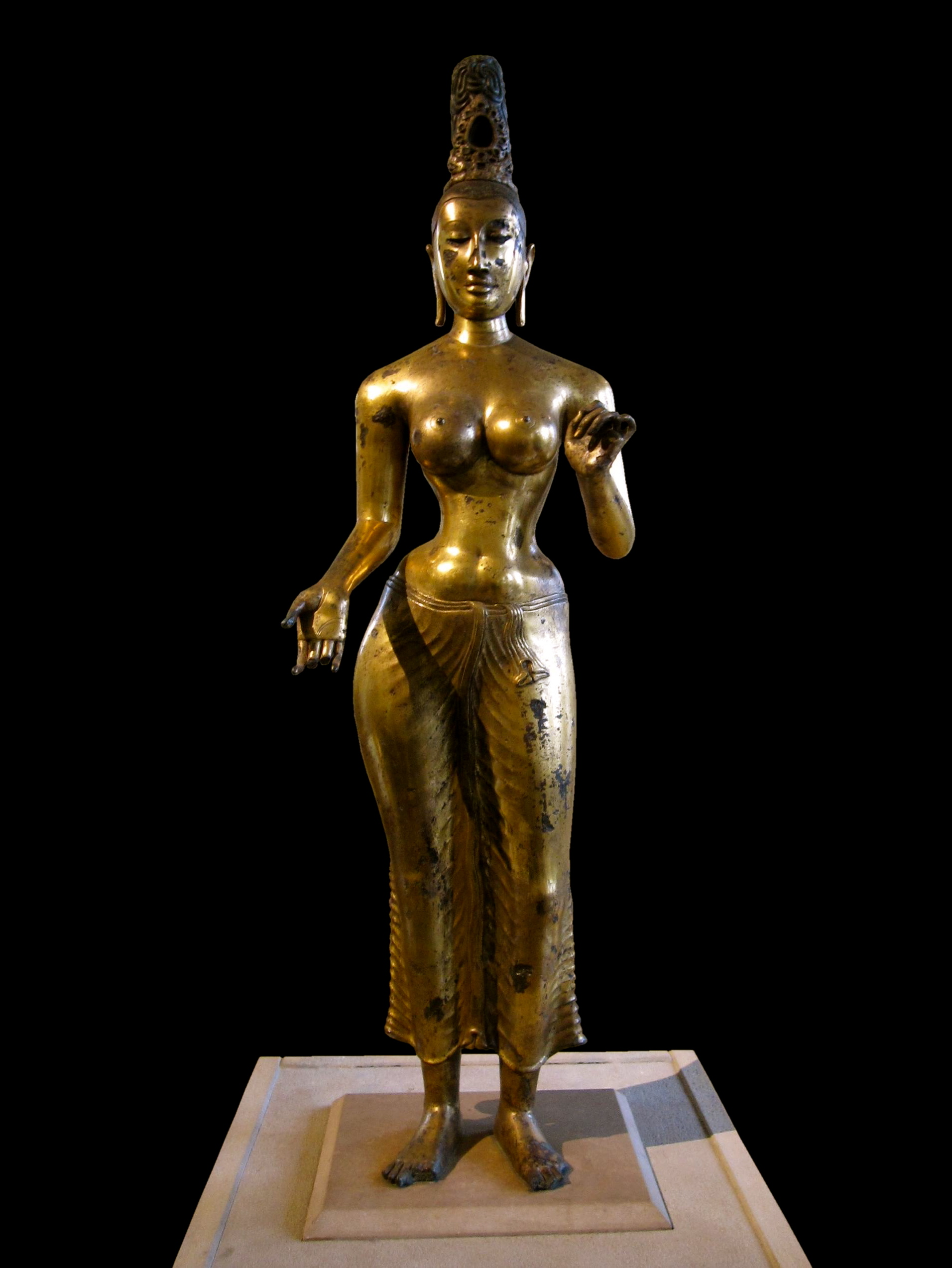
Estatua de bronce dorado de Tara, Sri Lanka,. Con su mano derecha hace el varadamudra, el gesto de la caridad o del regalo, mientras su mano izquierda podría originalmente haber sostenido una flor de loto.

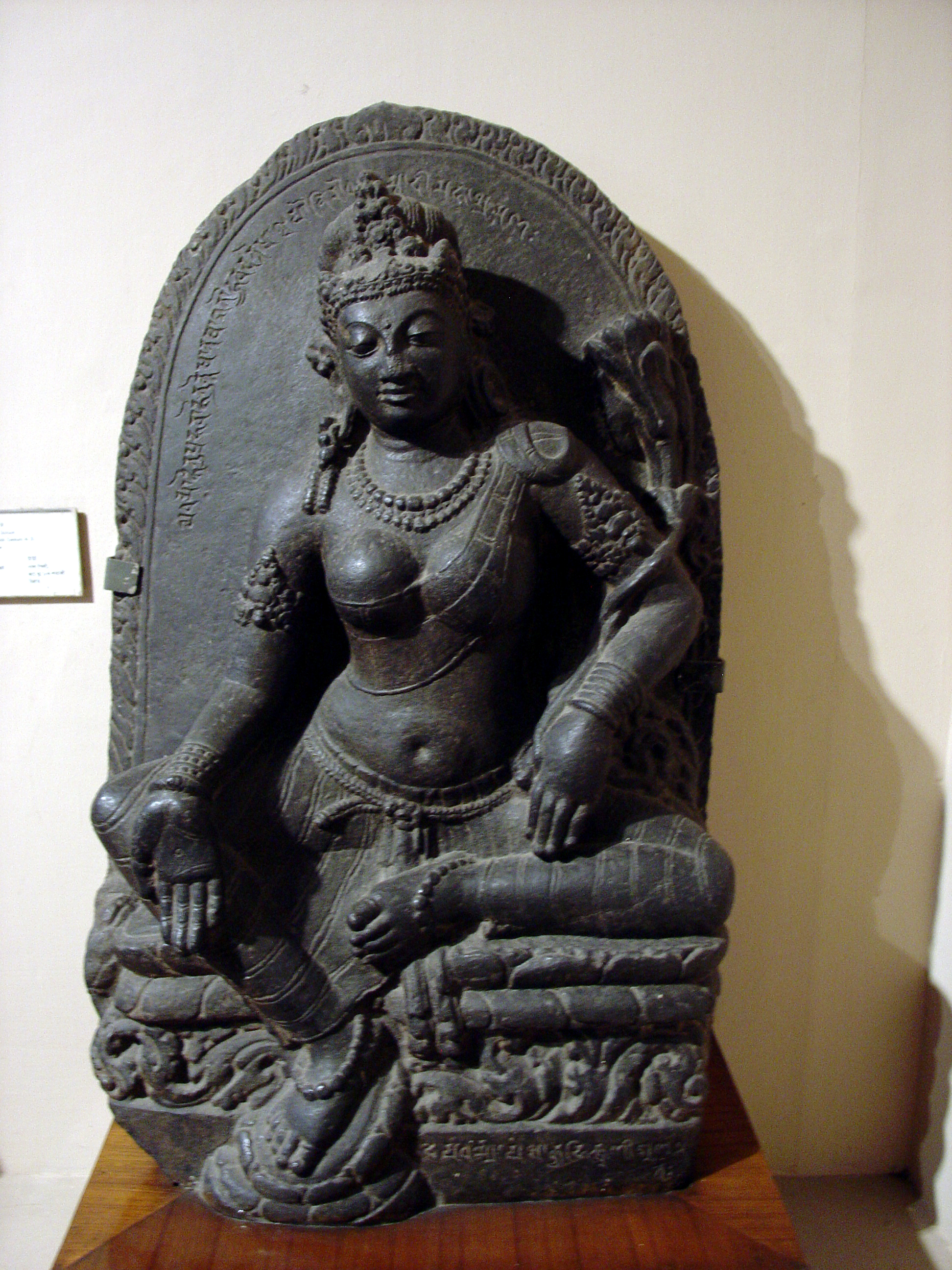
Tara manteniendo su brazo derecho en posición de varadamutra,. Museo Indio, Calcuta.

Varadamudrā, mudra varada, o a veces simplemente varamudrā, es un mudra, un gesto con las manos, en la simbología hinduista y budista que simboliza la generosidad, la caridad, concesión de deseos o el acto de "dar un regalo" (vara).
Para el varada-mudra, se suele utilizar la mano derecha. Esta mano, con el brazo bajado, se presenta con su palma hacia arriba y los dedos apuntando hacia el suelo. Se puede ver principalmente en imágenes de Buda de pie, pero a veces también en la posición de sentado. Los cinco dedos extendidos representan las cinco perfecciones: generosidad, moralidad, paciencia, esfuerzo y concentración.
Tanto el varadamudra como el abhayamudra son los mudras más comunes representados en imágenes e íconografía relativos a las religiones de la India.